# 品川区立第二延山幼稚園
品川区立第二延山幼稚園（しながわくりつだいにえんざんようちえん）は、かつて品川区旗の台の品川区立第二延山小学校の敷地内(品川区旗の台1－6－12）にあった品川区立幼稚園である。
平成10年度（1998年度）の、平成4年4月2日～平成5年4月1日生まれの子供に対する、1年保育2人の募集が最後である。1999年に閉園した。
閉園したのち、旧第二延山幼稚園舎南校舎は改装され、すまいるスクール第二延山に使用された。

## 概要
開園日：1971年4月1日
開園記念日：4月20日
閉園日：1999年3月20日
園章：
　第二延山小学校の校章をそのまま使用し、文字部分の「山」の文字を「幼」に変更したものである。
　制定日：1980年5月1日
園歌：
　制定日：1992年9月19日
　作詞者名：井元須賀、石丸千春、中嶋和美
　作曲者名：石丸靖治